# Bodgölen
Bodgölen är en sjö i Ydre kommun i Östergötland och ingår i Motala ströms huvudavrinningsområde. Sjön har en area på 0,0734 kvadratkilometer och ligger 204,2 meter över havet.

## Delavrinningsområde
Bodgölen ingår i det delavrinningsområde (641053-148180) som SMHI kallar för Inloppet i Bocksjön. Medelhöjden är 210 meter över havet och ytan är 71,89 kvadratkilometer. Det finns inga avrinningsområden uppströms utan avrinningsområdet är högsta punkten. Stångån som avvattnar avrinningsområdet har biflödesordning 2, vilket innebär att vattnet flödar genom totalt 2 vattendrag innan det når havet efter 253 kilometer. Avrinningsområdet består mestadels av skog (88 procent). Avrinningsområdet har 2,05 kvadratkilometer vattenytor vilket ger det en sjöprocent på 2,8 procent.